# متلازمة فان جوخ

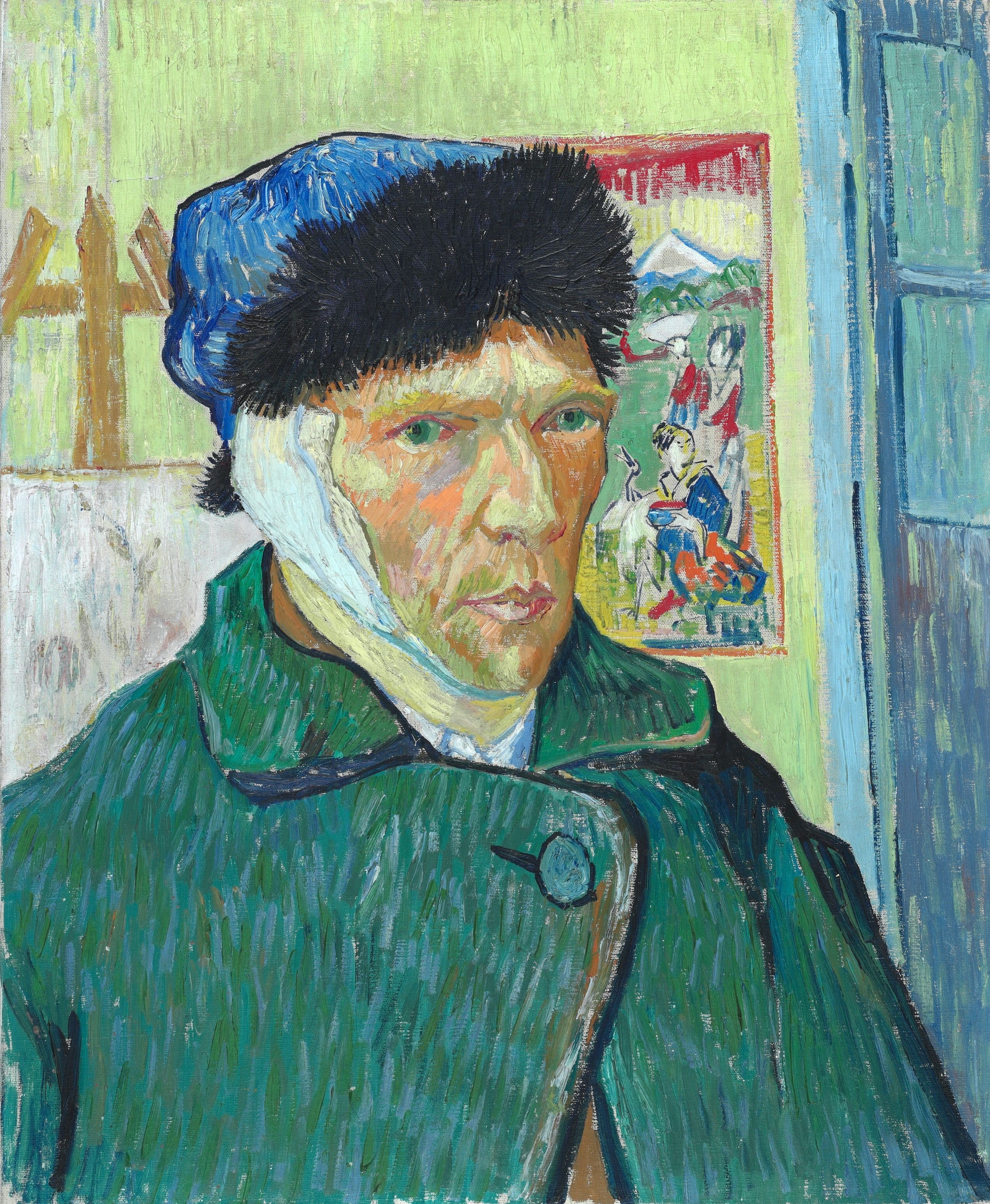

متلازمة فان جوخ (بالإنجليزية: Van Gogh syndrome)‏ هي حالة عقلية تصيب البالغين، وعند الإصابة بهذه الحالة يقوم المريض بإذاء نفسه، ودائماً ما تكون هذه الحالة مصاحبة لمرض نفسي آخر. استمد هذا المصطلح أسمه من فعل الفنان فينسينت فان جوخ أثناء أحد نوباته الذهنية حين قطع أذنه أو جزء منها عندما اختلف مع صديقه الفنان بول غوغان. من الممكن أن يقوم الأشخاص الذين يعانون من هذا المرض بحرق أنفسهم أو محاولة إتلاف أعضائهم التناسلية (بالأخص بتر قضيبهم) أو إخصاء أنفسهم أو اقتلاع أعينهم أو بتر أيديهم أو الانتحار.
ويُصطلح إيذاء النفس عند الأطفال بمصطلحات تشخيصية أخرى مثل متلازمة لش نيهان أو متلازمة مونخهاوزن. وهناك حالة طبية أخرى يمكن أستخدام مصطلح متلازمة فان جوخ فيها ولكن بشكل نادر وهي حين تصبح الرؤية صفراء لفترة من الوقت، على سبيل المثال، سمية الديجوكسين.